# Randy Woods
Randolph Woods, detto Randy (Filadelfia, 23 settembre 1970), è un ex cestista statunitense, professionista nella NBA, in Spagna e in Grecia.

## Carriera
È stato selezionato dai Los Angeles Clippers al primo giro del Draft NBA 1992 (16ª scelta assoluta).